# Eunidia flavopicta
Eunidia flavopicta är en skalbaggsart som beskrevs av Stefan von Breuning 1939. Eunidia flavopicta ingår i släktet Eunidia och familjen långhorningar. Inga underarter finns listade i Catalogue of Life.